# Graphane
Ne doit pas être confondu avec graphène.
Le graphane est un matériau bidimensionnel cristallin dérivé du graphène. Issu de l'hydrogénation complète d'une feuille de graphène, il est nommé ainsi par analogie avec les alcanes : à chaque atome de carbone est associé un atome d'hydrogène dont la liaison est perpendiculaire au plan du cristal. L’intérêt porté à ce nouveau matériau s’explique par les applications concrètes dont il pourrait être le sujet, comme le stockage de l’hydrogène, ou sa probable utilisation en micro et nanoélectronique.

## Histoire

### Prédiction théorique
La prédiction théorique de l'existence du graphane est généralement attribuée au professeur Jorge O. Sofo en 2007 ; cependant, quatre ans plus tôt, une équipe japonaise avait fait cette prédiction sans utiliser le mot "graphane". Le graphane a été obtenu pour la première fois début 2009, par une équipe internationale comprenant les deux codécouvreurs du graphène : Andre Geim et Konstantin Novoselov, lauréats du prix Nobel de physique 2010.

### Synthèse du graphane
Le graphane a été obtenu par le procédé suivant. Les échantillons de graphène ont été premièrement chauffés à 300 °C pendant 4 heures dans un gaz d’argon afin d’éliminer toute impureté. Ensuite, les échantillons ont été placés dans un plasma froid d’hydrogène, ou plus précisément dans un mélange argon (90 %) - hydrogène (10 %), à basse pression (0,1 mbar). Les feuillets de graphène étaient placés entre deux électrodes en aluminium, à 30 cm de la zone de décharge (permettant d’ioniser les molécules diatomiques d’hydrogène) afin d’éviter un possible endommagement par des ions trop énergétiques. Il a fallu attendre typiquement deux heures pour que l’hydrogénation soit décrétée comme suffisante. Des mesures de résistivité ont tout d'abord prouvé que le graphène est réactif chimiquement, mais surtout que le processus d'hydrogénation du graphène est réversible par simple chauffage à haute température. Ces premiers résultats ont été corroborés par spectroscopie Raman, qui a également permis de vérifier qu'une hydrogénation des deux côtés du plan de graphène produit deux fois plus de signal qu'une hydrogénation unilatérale. Enfin, la diminution du paramètre de maille a été vérifiée par des mesures topographiques par MET.

## Propriétés
En présence d’hydrogène, le graphène réagit : l’électron de l’atome d'hydrogène se lie à un électron libre du graphène (les électrons de conduction fournis par les atomes de carbone) pour former une nouvelle liaison chimique. L'hybridation des atomes de carbone passe alors de sp2 à sp3 (carbone tétraédrique). La structure est ainsi entièrement saturée. Cette modification de l'hybridation a plusieurs conséquences.

### Propriétés structurales
Premièrement, la structure spatiale du graphène est modifiée. En effet, les atomes d’hydrogène se lient aux atomes de carbone des deux côtés du plan de graphène de façon alternée (un atome sur deux). Ils tirent donc de chaque côté du plan moyen, ce qui a pour conséquence la modification de la structure atomique. Cette compression de la maille est toutefois compensée par l'élongation des liaisons C-C qui valent désormais 1,52 Å (contre 1,42 Å dans le graphène), du fait qu'une double liaison est plus courte qu'une liaison σ (simple).

### Propriétés électroniques
La structure du graphane ressemble alors à celle du diamant, un allotrope isolant à large gap en énergie. C’est donc sans surprise que le graphane est effectivement caractérisé par un comportement isolant, avec la particularité notoire que la largeur du gap peut être modulée par l’ajout d’une plus ou moins grande quantité d’hydrogène. C'est une des raisons pour lesquelles les articles parlent de plus en plus du graphane comme un matériau semi-conducteur. En effet, l’adsorption d’hydrogène accompagnée du changement d’hybridation déplace les bandes de conduction π, ouvrant un gap en énergie dans la structure de bande. Le gap d’énergie au point Γ (centre de la première zone de Brillouin) vaut alors 3,5 eV (une valeur corrigée serait de 5,97 eV).

### Propriétés magnétiques
Le graphane idéal est entièrement non-magnétique: tous les électrons participent aux liaisons C-C et C-H. Le retrait d’un atome d’hydrogène engendre un passage à la configuration électronique sp2, plane, avec réapparition d’une orbitale pz perpendiculaire. Ce site vacant présente ainsi un électron non-apparié qui génère un moment magnétique de 1 μB (magnéton de Bohr). Une absence d’atomes d’hydrogène dans le graphane peut donner naissance à des structures magnétiques particulières. Celles-ci dépendent de la forme et de la taille de la zone où la déshydrogénation a été effectuée. Ces résultats d’aimantation contrôlée par déshydrogénation, bien que purement théoriques, encouragent les auteurs qui expliquent que des feuilles de graphane pourraient alors servir pour stocker des données, avoir des applications en spintronique, ou encore être utilisées en tant que marqueurs non toxiques en imagerie médicale.

## Applications

### Stockage de l'hydrogène
La caractéristique la plus intéressante révélée par l'équipe qui a synthétisé pour la première fois le graphane est que le processus de fixation des atomes d’hydrogène sur le graphène peut être inversé simplement en chauffant le graphane. Cette réversibilité fait du graphane un matériau prometteur pour stocker dans un faible volume de grandes quantités d’hydrogène facilement libérables. Il pourrait ainsi améliorer les rendements des actuelles piles à combustible à dihydrogène. Il faut malheureusement garder à l'esprit que les coûts de production du graphène sont encore bien trop élevés actuellement pour envisager une distribution à l'échelle industrielle (quelques millions de dollars pour quelques centimètres carrés). Une possibilité, selon le professeur M.Katsnelson, serait de se contenter de feuilles de graphène multicouches, bien plus facile à produire.

### Nanoélectronique
Une seconde exploitation du graphane serait son utilisation comme matériau de base en micro et nanoélectronique. En effet, son caractère semi-conducteur à gap large peut servir de base à de nombreux mécanismes. Le fait que la hauteur du gap soit modulable par simple taux d’hydrogénation, ou par découpe plus ou moins large d’un nanoruban, font du graphane un semi-conducteur particulièrement intéressant. De plus, bien que tous deux semi-conducteurs, le graphène et le graphane possèdent des gaps en énergie très différents (fondamentalement nul pour le graphène ; de 5,97 eV pour le graphane). Des mécanismes combinant les deux matériaux sont fortement envisageables pour les conductions électroniques souhaitées. Récemment, une équipe iranienne a prouvé la faisabilité de jonction P-N à base de graphane par simple déshydrogénation. Une autre a mis en valeur son comportement supraconducteur lorsqu’il est dopé p ; la température critique atteindrait 90 K (bien au-dessus du point d’ébullition de l’azote). Enfin, les travaux théoriques de E. Penev et A. Singh, démontrent que la déshydrogénation localisée du graphane révèle des domaines en graphène se comportant comme des boîtes quantiques, ouvrant ainsi une nouvelle voie dans la recherche de pointe sur les semi-conducteurs.

### Stockage de données
Les capacités de magnétisation du graphane par simple désorption d’atomes d’hydrogène, en font un matériau convenant au stockage de données. L’arrachement d’atomes d’hydrogène en surface est déjà maîtrisé par diverses techniques (en utilisant un faisceau laser par exemple).

### Problème de la "H-frustration"
Lors de ces études sur le graphane, l’expérimentateur peut rencontrer un problème important qui empêche actuellement la fabrication d’une feuille de graphane idéale. En effet, le recouvrement uniforme de la couche de graphène avec des atomes d’hydrogène pose un problème. L’hydrogénation n’est pas parfaitement ordonnée, mais les études théoriques révèlent un processus de croissance des domaines hydrogénés autour des quelques liaisons C-H initiales. Quand deux domaines se rencontrent, il peut arriver que le recouvrement devienne incompatible avec la succession de liaisons alternées de chaque côté du plan. On parle de « H-frustration ». Ainsi, au niveau des parois entre domaines, la structure est perturbée et le paramètre de maille diminue.
Ainsi, dès les premiers instants du processus d’hydrogénation, des incompatibilités de domaine sont présentes, et il est malheureusement très improbable qu’une feuille de graphane parfaite soit obtenue. Les frustrations seront toujours présentes.